# Irena Vrčkovnik
Irena Vrčkovnik, född 8 augusti 1968 i Slovenj Gradec, är en slovensk sångerska och musikpedagog.
Vrčkovnik studerade musikpedagogik på musikhögskolan i Maribor, och undervisade sedan i musik på olika skolor i landet. Sedan 1994 undervisar hon professionella musiker. Utöver sången spelar hon även dragspel, piano och gitarr. Hon har, utöver sin solokarriär, sjungit i band som Vesna (1989-1990) och Sredenšek (1991-1993).
Vrčkovnik deltog i den slovenska uttagningen (EMA) till Eurovision Song Contest 1995, där hon framförde bidraget Oda ljubezni i en duett med Oto Pestner. De kom på andraplats efter Darja Švajger. Hon återkom till tävlingen 1996, då hon igen kom på andraplats med bidraget Naj mesec ugasne, och 1997 kom hon på sjundeplats med Kadar boš ob njej zaspal. Efter några års uppehåll återkom hon igen till tävlingen 2002, där hon med bidraget V ritmu, ki me lovi blev utslagen i semifinalen. Hon var dessutom körsångerska för Tanja Ribič i Eurovision Song Contest 1997.

## Album
- Polepšaj mi dan (1991)
- V meni je poletje (1992)
- Poslušam srce (1993)
- Srčna dama (1995)
- Moje sonce (1996)
- Med nebom in menoj (1998)
- Takšna sem (2001)